# Gustaf Brattström
Gustaf Brattström, född 29 november 1881 i Stockholm, död 25 januari 1982 i Lund, var en svensk bankdirektör och konstnär.
Han var son till fil. dr Julius Brattström och Hilma Charlotta Bergmark och från 1907 gift med Nanna Beer. Han studerade konst under resor till Italien, Tyskland, Schweiz, Norge och Frankrike. Han debuterade i en utställning på Lunds universitets konstmuseum 1921 och ställde därefter ut separat i Kristianstad och Malmö; han medverkade vidare i samlingsutställningar med Skånes konstförening och Sveriges allmänna konstförenings utställningar på Liljevalchs konsthall Hans konst består av stilleben, porträtt och landskapsmålningar främst med skånska motiv samt arkitekturmotiv från Rom och sydtyska städer. Brattström är representerad med ett porträtt av Johan Martin Lovén vid Lunds universitet samt med teckningar vid Malmö museum och vid Kalmar konstmuseum.
Som bankman var Brattström verkställande direktör för Sparbanken i Lund. Han är begravd på Norra kyrkogården i Lund.